# Aprenent de gigoló
Aprenent de gigoló (títol original en anglès, Fading Gigolo) és una pel·lícula de comèdia estatunidenca del 2013 dirigida, escrita i protagonitzada per John Turturro. La pel·lícula, coprotagonitzada per Woody Allen, Sharon Stone, Sofía Vergara, Vanessa Paradis, Liev Schreiber, Loan Chabanol i Eugenia Kuzmina, es va estrenar a la secció de Presentació Especial del Festival Internacional de Cinema de Toronto de 2013. Es va estrenar en una selecció limitada de cinemes el 18 d'abril de 2014 i va rebre crítiques en diversos sentits. S'ha doblat i subtitulat al català.